# Hüttlingen (Svizzera)
Hüttlingen (toponimo tedesco) è un comune svizzero di 837 abitanti del Canton Turgovia, nel distretto di Frauenfeld.

## Storia
Nel 1999 ha inglobato i comuni soppressi di Eschikofen, Harenwilen e Mettendorf.

## Monumenti e luoghi d'interesse

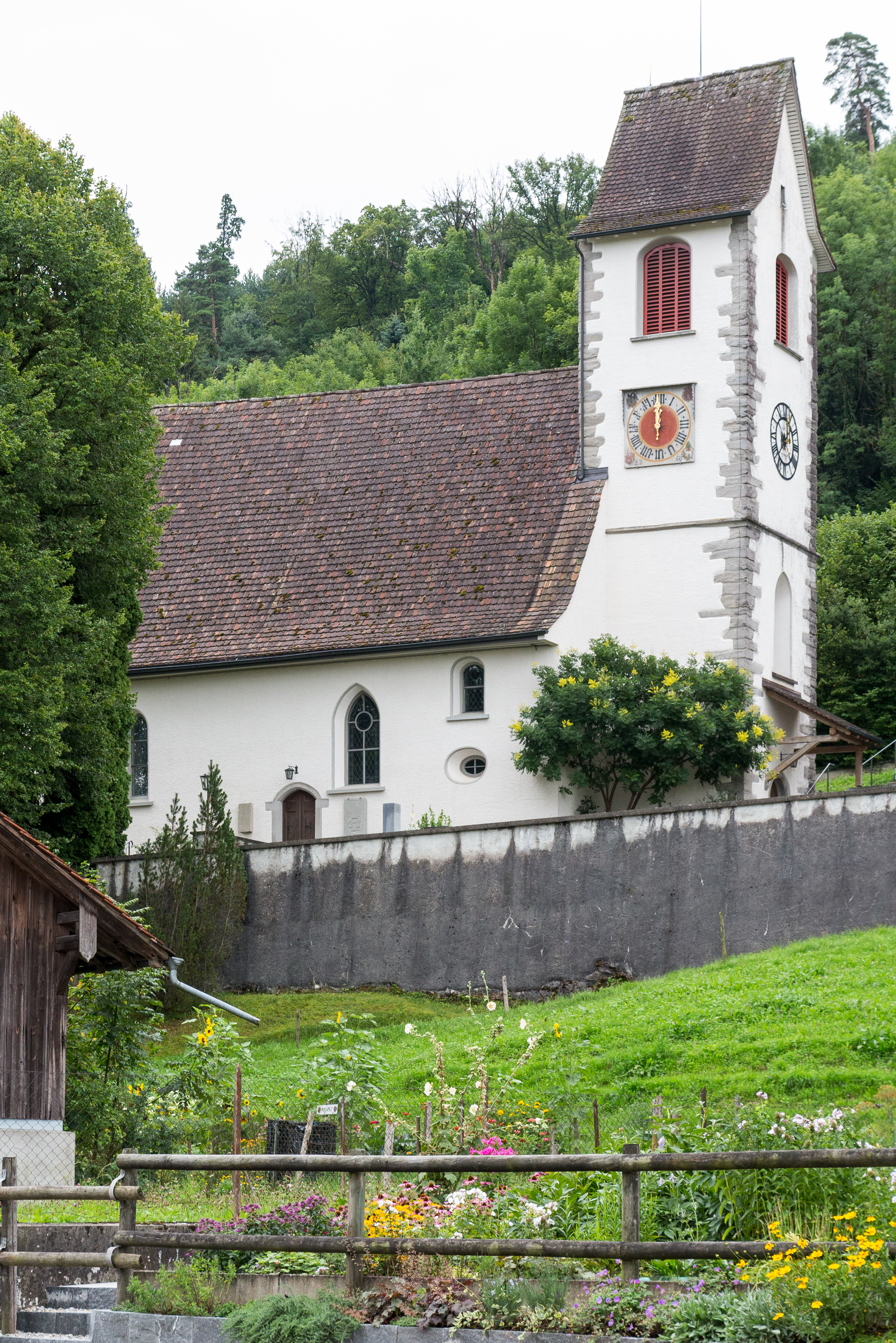
La chiesa riformata di Sant'Andrea

- Chiesa riformata di Sant'Andrea, attestata dal 1337[1].

## Società

### Evoluzione demografica
L'evoluzione demografica è riportata nella seguente tabella:
Abitanti censiti

## Amministrazione
Ogni famiglia originaria del luogo fa parte del cosiddetto comune patriziale e ha la responsabilità della manutenzione di ogni bene ricadente all'interno dei confini del comune.

## Infrastrutture e trasporti
Hüttlingen è servito dalla stazione di Hüttlingen-Mettendorf sulla ferrovia Winterthur-Romanshorn.